# ژدانیتسه (ناحیه هودونین)
ژدانیتسه (به چکی: Ždánice) یک منطقهٔ مسکونی در جمهوری چک است که در ناحیه هودونین واقع شده‌است. ژدانیتسه ۲۰٫۸۲ کیلومتر مربع مساحت و ۲٬۶۴۹ نفر جمعیت دارد و ۲۲۶ متر بالاتر از سطح دریا واقع شده‌است.